# Evelyn Hu
Evelyn L. Hu est une professeure américaine de physique appliquée et de génie électrique à l'université Harvard. Elle est une pionnière dans la fabrication de dispositifs électroniques et photoniques à l'échelle nanométrique.
Depuis 2000, elle est codirectrice scientifique du California NanoSystems Institute (en). En 2019, elle reçoit le prix technique Andrew Grove.

## Jeunesse et formation
Les parents de Hu émigrent de la Chine vers les États-Unis en 1944-1945. Hu naît à New York. Elle fréquente le Hunter College High School (en), puis obtient un BA du Barnard College en 1969. Elle fait ensuite une maîtrise (1971) et un doctorat en physique (1975) à l'université de Columbia.

## Carrière et recherche
De 1975 à 1984, Hu est employée aux laboratoires Bell d'AT&T. Elle joint ensuite l'université de Californie à Santa Barbara (UCSB) en tant que professeur titulaire. Elle est vice-présidente du département de génie électrique et informatique de 1989 à 1992, puis présidente de 1992 à 1994.
En 2008, Hu est élue à l'Académie nationale des sciences des États-Unis .  L'année suivante, elle obtient le poste de professeur Gordon McKay (en) de physique appliquée et de génie électrique à la École d'ingénierie et de sciences appliquées John A. Paulson (en) (SEAS) de l'université Harvard.